# Pseudhammus congoanus
Pseudhammus congoanus là một loài bọ cánh cứng trong họ Cerambycidae.